# Квеснел (озеро)
Квеснел МФА: [kwᵻˈnɛl] — льодовикове озеро або фіорд у Британській Колумбії, Канада, і є основною притокою річки Фрейзер. Із максимальною глибиною 511 м (1 677 фут), воно вважається найглибшим фіордовим озером у світі, найглибшим озером у Британській Колумбії та третім за глибиною озером у Північній Америці після Великого Невільничого озера та озера Крейтер.
4 серпня 2014 р. хвостосховище шахти Маунт-Полі вибухнуло, розливши хвостосховище в озеро Полі та озеро Квеснел та тимчасово позбавивши жителів м. Лайклі, Британська Колумбія, прісної води для домашнього використання. У 2017 році шахті Маунт-Полі було надано дозвіл на скидання стічних вод шахт в озеро Квеснел.
Лісове господарство, видобуток корисних копалин та рибальство популярні в цій області. Озеро Квеснел також є трофейним озером, тому що живі приманки або колючі гачки заборонені. Обмеження на вилов та випуск застосовуються до сталеголової форелі коротше 10 років см або довше 50 см. Поширені пструг райдужний, мальма та інші види озерних форелей. Ареали проживання риби, створені в затоці Хазелтін, підтримують популяцію форелі на місцевих водних шляхах, включаючи озеро Квеснел.